# Negovan Nemec
Negovan Nemec, slovenski kipar, * 23. april 1947, Bilje, † 26. avgust 1987, Ljubljana.

## Življenje
Negovan Nemec se je rodil v Biljah očetu Vladimirju, delavcu in kmetu in Mariji Černic, gospodinji. Osnovno šolo je obiskoval v Biljah in nato v Mirnu, kjer ga je likovni pouk učil akad. slikar Silvester Komel. Leta 1963 uspešno opravi sprejemne  na šoli za oblikovanje, kjer v strokovnih predmetih dosega najvišje ocene. Po uspešno opravljenih sprejemnih izpitih se leta 1967 vpiše na ljubljansko likovno akademijo, kjer ga modeliranje poučujejo prof. Drago  Tršar, Boris Kalin in Slavko Tihec. V njegovem razredu tudi diplomira. Njegovi sošolci so Anton Demšar, Milomir Jevtić, Boris Prokofjev in Vojko Štuhec. 
V drugem letniku akademije je za delo »Avtoportret« prejel študentsko Prešernovo nagrado in izdelal figuralno kompozicijo v kamnu za spomenik prijateljstva in sodelovanja med NOB v Blaževcih ob Kolpi, v tretjem je na študentski kiparski koloniji v Štanjelu ustvaril figuralno kompozicijo v kraškem kamnu, v četrtem letniku pa je na javnem natečaju prejel prvo nagrado in izvedbo zvezne štafetne palice ter kot diplomsko nalogo izdelal spomenik padlim v NOB na Gradišču nad Prvačino. Je prvi akademsko izobraženi kipar povojne generacije na Goriškem.
Prvo samostojno predstavitev je imel v Galeriji Meblo v Novi Gorici leta 1972 (skupaj z Lucijanom Bratušem) in odtlej razstavljal v vseh vidnih galerijah v Sloveniji in v zamejstvu, pa tudi v Beogradu, Splitu in drugod. Sodeloval je na številnih skupinskih razstavah slovenske in jugoslovanske umetnosti doma in v tujini, med njimi: od leta 1971 na razstavah primorskih likovnikov in DLUSP, od leta 1973 na razstavah DSLU (Ljubljana, Beograd, Skopje), v letih 1977 in 1981 na Jugoslovanskem bienalu male plastike (Murska Sobota, Banja Luka, Beograd, Ingolstadt), v letih 1977 in 1981 na razstavah Likovni trenutek (Ljubljana, Zagreb), leta 1980 na Razstavi mladih slovenskih umetnikih (Ljubljana) in na Likovnem salonu v Cetinju, leta 1982 na 2. Svibanjskem salonu mladih v Šibeniku, na razstavi Mlada jugoslovanska umetnost (Ljubljana, Novi Sad, Beljak) in na 2. Pančevski izložbi jugoslovanske skulpture (Pančevo), leta 1985 na razstavi Kritiki izbirajo (Ljubljana), leta 1987 pa na razstavi Scultura lignea e pittura su legno (San Giovanni al Natisone).
Od leta 1971 je realiziral več javnih del: spomenikov (Gradišče nad Prvačino /1971/, Bilje /1973/, Podgora-Italija /1975/, Ajševica /1984/, Nova Gorica, Šempeter pri Gorici in Kanal /1985/, Kromberk /1986/), več portretov javnih in kulturnih delavcev Primorske (Rutar, Bratuž, Vilfan), več monumentalnih reliefov in skulptur v poslovnih prostorih (Ljubljanska banka Nova Gorica /1975/, Soške elektrarne Nova Gorica /1983/) ter parkovnih skulptur (Beograd). Sodeloval je na kiparskem simpoziju Forma viva v Kostanjevici na Krki /1980/ in na Mediteranskem kiparskem simpoziju v Labinu /1984/. Izdelal je dve štafetni palici /1971  in 1983/. Ukvarjal se je tudi z grafičnim in industrijskim oblikovanjem (celostna grafična podoba za Kogojeve dneve v Kanalu, spalnica Prebujanje v bronu za tovarno pohištva Iztok iz Mirna pri Gorici).

## Osebno življenje
Poročen je bil z umetnostno zgodovinarko Nelido Nemec (Bilje, 1954). Njegova sinova sta Primož Nemec (Šempeter pri Gorici, 1977) in Matjaž Nemec (Šempeter pri Gorici,1980). 

## Smrt
Za posledicami nesreče je umrl 26. avgusta 1987 v Ljubljani. Pokopan je na biljenskem pokopališču. 
Leta 1991 je izšla njegova obsežna monografija avtorjev Naceta Šumija in Nelide Silič Nemec (Znanstveni inštitut Filozofske fakultete).Ob deseti obletnici so mu v Goriškem muzeju na gradu Kromberk pripravili retrospektivno razstavo in obsežen katalog z uvodnim besedilom Naceta Šumija. Izšla je tudi knjiga Nelide Nemec Živeti z njim. Nova Gorica, 1997. Ob 30 obletnici smrti so mu v Križevniški cerkvi v Ljubljani (Festival Ljubljana) pripravili spominsko razstavo.
V rojstnem kraju v Biljah v Marogovniku so odprli galerijo njegovih del.

## Doprsni kipi
| Bilje                               |  |  | Nova Gorica                           |
| Doprsni kip Miloša Pegana           |  |  | Doprsni kip dr. Antona Gregorčiča     |
| 1977, marmor, 63 x 53 x 32          |  |  | 1976, bron, 55,5 x 40 × 25            |
| Doprsni kip Ivana Suliča-Carja      |  |  | Doprsni kip Lojzeta Bratuža           |
| 1981, bron, 70 x 60 x 30            |  |  | 1978, bron, 63 x 60 x 32              |
| Bovec                               |  |  | Doprsni kip dr. Alojza Gradnika       |
| Doprsni kip Franja Vulča            |  |  | 1978, bron, 63 x 55 x 3               |
| 1979, bron, 63 x 47 x 35            |  |  | Doprsni kip Ivana Trinka-Zamejskega   |
| Čedad (Cividale, Italija)           |  |  | 1979, bron, 63 x 47 × 35              |
| Doprsni kip Ivana Trinka-Zamejskega |  |  | Doprsni kip dr. Josipa Vilfan         |
| 1979, bron, 63 x 47 × 35            |  |  | 1979, bron, 60 × 45 x 33              |
| Mali dol                            |  |  | Doprsni kip Andreja Budala,           |
| Doprsni kip Alojza Furlana          |  |  | 1980, bron, 57 x 48 x 31              |
| 1976, kamen, 170 × 55 x 32          |  |  | Doprsni kip dr. Milka Kosa,           |
| Most na Soči                        |  |  | 1982, bron, 55 x 61 x 26              |
| Doprsni kip Ivana Preglja           |  |  | Doprsni kip dr. Engelberta Besednjaka |
| 1983, bron, 180 x 65 x 40           |  |  | 1984, bron, 60 × 60 x 31              |
| Renče                               |  |  | Doprsni kip Martina Greifa-Rudija     |
| Doprsni kip Marija Preglja-Darka    |  |  | 1986, bron, 61 x 66 x 30,5            |
| 1979, bron, 60 x 45 x 35            |  |  | Doprsni kip Jožeta Lemuta-Saše        |
| Rupa (Italija)                      |  |  | 1986, bron, 58 x 65 x 30              |
| Doprsni kip Ivana Preglja           |  |  | Doprsni kip Mileta Špacapana-Igorja   |
| 1984, bron, 60 x 55 x 3             |  |  | 1986, bron, 60 × 70 × 30              |
| Sovodnje (Italija)                  |  |  | Doprsni kip Rada Simonitija           |
| Doprsni kip Petra Butkoviča-Domna   |  |  | 1987, bron, 70 × 75 x 61              |
| 1982, bron, 60 x 45 x 35            |  |  |                                       |
| Tolmin                              |  |  | Vipava                                |
| Doprsni kip Simona Rutarja          |  |  | Doprsni kip Draga Bajca               |
| 1976, bron, 63 x 55 x 32            |  |  | 978, bron, 63 x 55 x 33               |

## Spomeniki NOB
Bilje
Spomenik Ivanu Suliču Carju in soborcem, 1973, beton, 200 x 150
Blaževci ob Kolpi
Spomenik slovensko-hrvaškemu prijateljstvu in sodelovanju med NOB
1969, kamen, 180 X 120 X 90
Branik
Spomenik izgnanstvu in požigu vasi, 1985, beton, 310 x 150 x 20
Gradišče nad Prvačino
Spomenik padlim v NOB, 1971, beton, železo, 300 x 120
Grgar Kurirček, 1981, bron, 220 x 120 × 15
Kanal ob Soči, Spomenik pohodu XXX. divizije v Beneško Slovenijo, 1984, kamen, 350 × 220 x 120
Kromber pri Novi Gorici, Spomenik padlim, 1986, kamen, 160 X 310 X 165
Nova Gorica, Spomenik diverzantom, 1985, kamen, 190 × 310 × 110 
Podgora (Italija), Spomenik padlim v NOB, 1984, 350 x 170 x 170
Rožna dolina, Spomenik padlim v NOB, 1984, kamen, 300 x 200 x 100
Šempeter pri Gorici, Spomenik padlim v NOB, 1985, kamen, 250 × 350 × 180
Trnovo pri Gorici, Spomenik padlim v NOB, 1983, granit (prenova spomenika)

## Likovna oprema Nova Gorica
Slovensko stalno gledališče Nova Gorica
Jedro XXII, 1975, les-varjeno železo, 220 x 180 × 20
Jedro XXIII, 1975, les-varjeno železo, 220 x 180 × 20
Uprava za notranje zadeve Nova Gorica
Preboj I,1979, varjeno, patinirano železo, 530 x 200 x 45
Preboj llI,1979, varjeno, patinirano železo, 900 × 220 × 60
Preboj IV,1979, varjeno, patinirano železo, 50 x 50 × 130
Preboj V,1979, varjeno, patinirano železo, 620 x 190 × 45
Soške elektrarne Nova Gorica
Energija, 1983, varjeno in patinirano železo, 1000 x 200 × 120

## Vir
- PRIMORCI.SI Negovan Nemec Arhivirano 2014-10-07 na Wayback Machine.
- NEMEC, Negovan: razstava skulptur: Nova Gorica, Galerija Meblo od 18.9.- 3.10. 1981; Ajdovščina, Pilonova galerija od 9.10.- 31.10.1981; Koper, Galerija Meduza, od 6.11.- 4.12.1981; COBISS.SI-ID 233779968.
- NEMEC, Negovan, SLIVNIKER, Vida: Ljubljana, Mestna galerija, 1984, avtorji Kovič, Brane, Sedej Ivan, Plevnikar, Božena; COBISS.SI-ID 22129664.
- NEMEC, Negovan (skulpture, risbe, fotopovečave javnih del); Beneška galerija, San Pietro al Natisone, 13.2.-28.2.1987; avtorji, Šumi, Nace in Damiani, Licio; COBISS.SI-ID 4347954.
- Erotika v slovenski likovni ustvarjalnosti - kiparstvo. Galerija Meblo, Nova Gorica, 25.5.1990-9.6.1990.
- NEMEC, Negovan: sala mostra dell Auditorium, Via Roma Gorizia, razstavna dvorana v Avditoriju, 15. aprile-20 maggio 1983.
- NEMEC, Negovan, monografija, Ljubljana, Nova Gorica 1991; avtorji: ŠUMI, Nace, SILIČ NEMEC, Nelida, fotografije Kaše, Egon et.alt.; COBISS.SI.-ID - 23549952.
- 6 artisti del Litorale Sloveno=Šest umetnikov iz Severne Primorske, razstavni prostor Societa belle arrti Verona; avtorji Marvin, Nives, Mehmedovič, Dejan, 1993; COBISS:SI-ID-3928247.
- NEMEC, Negovan: deset let pozneje (retrospektiva: 1947-1987), Goriški muzej Nova Gorica, 12.9.1997-16.11.1997; COBISS.SI-ID 69262592.
- NEMEC, Nelida, Živeti z njim. Bilje, Galerija Nemec, 1997. COBISS.SI-ID-69098496.
- Intart, Likovno razstavišče Rihard Jakopič, Ljubljana, 9.11.1988-25.11.1988. katalog.
- Negovan Nemec, Križanke, Viteška dvorana, Ljubljana, Slovenija, 6.7.1999-31.8.1999. zloženka.
- Negovan Nemec, Poslovni center Mercator, Ljubljana, Slovenija, 27.5.1999-24.6.19999.
- Corpus del akti. Akt na Slovenskem / II. kiparstvo. Jakopičeva galerija, Ljubljana, Slovenija, 15.2.2000-2.4.2000.
- GO. Gorizia Gorica. Documenti d'arte nell'Isontino dal secondo dopo guera. Kulturni dom, Gorica/Gorizia, 25.5.2002.
- NEMEC, Negovan, razstava, 27.maj - 24. junij 1999, Poslovni center Mercator; uvod Šumi, Nace; COBISS.SI-ID-1304942.
- Negovan Nemec, Trdnjava Kluže, Bovec, Slovenija, 28.7.2006.
- NEMEC, Negovan: 20 let pozneje, Pilonova galerija Ajdovščina, od 31.8.-28.9.2007; Mestna galerija Nova Gorica, od 7.9.-2-12-2007; Galerija Velenje, od 22.2.-22.3. 2008; Avtorji, Koren-Božiček, Milena, Nemec,Nelida, Mislej, Irene, Brecelj, Primož, Kaše, Egon; ISBN-978-961-91493-9-3; COBISS:SI-ID-234563840.
- NEMEC, Negovan: 20 let pozneje=vent'anni doppo, Kulturni center Lojze Bratuž, 16.4.2008-30.6.2008, avtor Paljk, Jurij, Brecelj, Primož, Kaše, Egon; COBISS.SI-ID 3176684.
- Negovan Nemec- 20 let pozneje. Galerija Velenje, Velenje, Slovenija, 22-2-2008-22.3.2008.
- Negovan Nemec- 20 let pozneje. Poetika v kamnu. Mestna galerija Nova Gorica, Nova Gorica, Slovenija, 7.9.2007-2.10.2007.
- Negovan Nemec-20 let pozneje. Rdeče in črno. Pilonova galerija Ajdovščina, Slovenija, 31.8.2007-28.9.2007. Katalog.
- Negovan Nemec 1947-1987. 20 let pozneje. Atelje Negovana Nemca, bilje pri Novi Gorici, Slovenija, 27.4.2007.
- Iz Mercatorjeve likovne zbirke. Slike in kipi. Mestna galerija, Ljubljana, Slovenija, 16.6.2008-31.7.2008.
- V spomin očetom: Negovan Nemec. galerija. P. nemec, Ljubljana, Slovenija, 27.11.2012-15.12.2012.
- NEMEC, Nelida: Pet pogledov:Rafael Nemec, Ivo Lenščak, Miloš Volarič, Negovan Nemec, Zmago Posega; 22.11.-21.12.2013. Društvo likovnih umetnikov Severne Primorske, Lokarjeva galerija Ajdovščina.
- Hommage Negovanu Nemcu: trideset let pozneje. Križevniška cerkev, Ljubljana, Slovenija, 16.8.2017-5.9.2017.
- la magia dell'arte. I protagonisti dell'arte Slovena contemporanea 1968-2013/ Magija umetnosti, Vila Manin, Passariano, Italia/Italy, 12.4.2014-22.6.2014.
- Die magie der Kunst. Protagonisten der slowenischen Gegenwartskunst 1968-2013; Magija umetnosti. Protagonisti slovenske sodobne umetnosti 1968-2013. Text Aleksander Bassin; Redaktion Matena Bassin; 2015; Društvo likovnih umetnikov. ISBN 978-961-93333-2-7
- Na začetku je bila črta. pregledna razstava. Od začetkov do okoli 1990. Od okoli 1990 do danes. ISBN_978-961-6201-70-4. (Goriški muzej)
- Pogledi na slovensko kiparstvo 1975-2015. Galerija Velenje, december 2015.ISBN-978-961-93020-5-7.
- Pogledi na slovensko kiparstvo. /Sguardi sulla Sculptura Slovena Contemporanea 1975-2015. Mestna galerija Piran, Slovenija, 12.2.2016-27.3.2016.

1. ↑  data.bnf.fr: platforma za odprte podatke — 2011.